# Osiris Ricardo
Osiris Rafael Ricardo González (Santo Domingo, 16 aprile 1977) è un ex cestista dominicano, professionista nella NBDL.